# Moritz Broschinski
Moritz Broschinski, né le 23 septembre 2000 à Finsterwalde, est un footballeur allemand qui joue au poste d'avant-centre au FC Bâle.

## Biographie

### Carrière en club
Né à Finsterwalde en Allemagne, Moritz Broschinski est formé par l'Energie Cottbus, après des passages par le SV Hertha Finsterwalde et le FSV Glückauf. Il joue son premier match avec l'équipe première du club de Cottbus le 4 février 2018, à la 64e minute d'un match nul 0-0 contre le FSV Budissa Bautzen en Regionalliga Nord-Est.
Broschinski est sacré champion de la Regionalliga lors de la saison 2017-2018, jouant ainsi ensuite la 3. liga,.
À la suite de l'expiration de son contrat à Cottbus, Broschinski rejoint l'équipe reserve du Borussia Dortmund après la saison 2019-2020, où il reste sur neuf buts et huit passes décisives en 28 matchs.
Avec le Borussia Dortmund II il est à nouveau champion régional, permettant encore à son équipe d'être promu en 3. liga.
En janvier 2023, il rejoint le VfL Bochum en Bundesliga,,.
Lors de son premier match de Bundesliga, contre le TSG Hoffenheim, il emarque son premier but au plus haut niveau allemand, neuf minutes après être entré en jeu,.

### Carrière en sélection
Moritz Broschinski est international avec l'équipe d'Allemagne des moins de 19 ans depuis 2019.

## Palmarès
Energie Cottbus
- Regionalliga Nord-Est
  - Champion en 2017-2018
- Verbandspokal
  - Vainqueur en 2018-2019

 Borussia Dortmund II
- Regionalliga Ouest
  - Champion en 2020-2021